# Ikoma Masatoshi
Ikoma Masatoshi (生駒 正俊?; 1586 – 23 luglio 1621) fu un samurai giapponese dei periodi Sengoku ed Edo del clan Ikoma, in seguito daimyō del dominio di Takamatsu.

## Biografia
Figlio di Ikoma Kazumasa, si unì alla coalizione occidentale contro Tokugawa Ieyasu nel 1600 e prese parte all'assedio di Tanabe. Dopo la sconfitta Ieyasu lo perdonò in considerazione dell'aiuto di Kazumasa, che si era schierato con i Tokugawa. Nel 1615 Masatoshi aiutò Tōdō Takatora ad assediare la parte meridionale del castello di Osaka durante l'assedio. Succedette al padre nel 1610 e dopo la sua morte il feudo passò al figlio Ikoma Takatoshi.